# 고용센터
고용센터는 구직자들의 구직활동을 도와주기 위해 실업급여 지급과 함께 구인·구직정보 및 상담프로그램 제공, 동행면접, 직업훈련 기회 제공 등을 통해 조속한 취업을 지원하는.

## 고용센터
- 경산고용센터
- 공주고용센터
- 광주고용센터
- 대구고용센터
- 대전고용센터
- 부산고용센터
- 서울고용센터
- 서초고용센터

## 같이 보기
- 노동거래소